# Катарма
Катарма — село в Нижнеудинском районе Иркутской области. Входит в Катарминское муниципальное образование.

## География
Село находится посреди тайги на реке Катарма в 30 км к северо-востоку от Алзамая.
Через село проходит автодорога, выходящая к Алзамаю (на запад), Чунскому и Нижнеудинску (на восток).
Рядом в тайге вдоль дороги расположены населённые пункты Гродинск, Новогродинск и Таёжный.

## Население
По данным Всероссийской переписи населения 2010 года население НП составило 43 человек.